# Liste der honduranischen Außenminister
| Ernannt / Amt angetreten | Name                                        | Bemerkungen                                                                                         | in der Regierung von                          | Posten verlassen |
| ------------------------ | ------------------------------------------- | --------------------------------------------------------------------------------------------------- | --------------------------------------------- | ---------------- |
| 25. Sep. 1824            | José Francisco Morazán Quezada              | Junta von Tomás Antonio O’Horan y Argüello, José Cecilio Díaz del Valle, Manuel José Arce y Fagoaga | Junta                                         | 6. Apr. 1826     |
| 6. Apr. 1826             | Liberato Moncada                            | Onkel und Biograf von José Francisco Morazán Quezada                                                | Manuel José Arce y Fagoaga                    | 10. Mai 1827     |
| 22. Juni 1828            | Liberato Moncada                            | | Manuel José Arce y Fagoaga                    |                  |
| 1. Sep. 1829             | Liberato Moncada                            | | Manuel José Arce y Fagoaga                    | 28. Juli 1830    |
| 28. Juli 1830            | Liberato Moncada                            | | José Francisco Barrundia y Cepeda             | 12. März 1831    |
| 12. März 1831            | Liberato Moncada                            | | José Francisco Morazán Quezada                | 22. März 1832    |
| 22. März 1832            | Liberato Moncada                            | | José Francisco Morazán Quezada                | 11. Apr. 1833    |
| 13. Sep. 1827            | José León Ríos                              | | José Francisco Morazán Quezada                | 24. Okt. 1827    |
| 24. Okt. 1827            | José León Ríos                              | | José Francisco Morazán Quezada                | 11. Nov. 1827    |
| 12. Nov. 1827            | Miguel Cubas                                | Jefe de Sección                                                                                     | José Francisco Morazán Quezada                | 12. Dez. 1827    |
| 12. Dez. 1827            | Joaquín Aguiluz                             | Jefe de Sección                                                                                     | José Francisco Morazán Quezada                | 1. Juni 1828     |
| 1. Juni 1828             | Sebastián Espinoza                          | | José Francisco Morazán Quezada                | 31. Juli 1829    |
| 31. Juli 1829            | José Maria Cacho Morejón                    | | José Francisco Morazán Quezada                | 28. Juli 1830    |
| 18. Mai 1854             | José Maria Cacho Morejón                    | | José de la Trinidad Francisco Cabañas Fiallos |                  |
| 1. Apr. 1832             | Santos Bardales                             | | José Francisco Morazán Quezada                | 7. Jan. 1833     |
| 7. Jan. 1833             | Santos Bardales                             | | José Francisco Morazán Quezada                | 3. Mai 1833      |
| 3. Mai 1833              | Manuel Castellanos                          | Jefe de Sección                                                                                     | José Francisco Morazán Quezada                | 13. März 1835    |
| 13. März 1835            | José Antonio Castellón                      | | José Francisco Morazán Quezada                | 27. Okt. 1836    |
| 27. Okt. 1836            | Manuel Pardo                                | Jefe de Sección                                                                                     | José Francisco Morazán Quezada                | 1. März 1836     |
| 1. Jan. 1837             | Manuel Pardo                                | | José Francisco Morazán Quezada                | 28. März 1837    |
| 28. März 1837            | Manuel Pardo                                | | José Francisco Morazán Quezada                | 7. Juni 1837     |
| 30. Sep. 1837            | Manuel Pardo                                | | José Francisco Morazán Quezada                | 14. Nov. 1837    |
| 7. Juni 1837             | Joaquín Rodríguez                           | | José Francisco Morazán Quezada                | 3. Sep. 1838     |
| 3. Sep. 1838             | Joaquín Rodríguez                           | | José Francisco Morazán Quezada                | 5. Okt. 1838     |
| 5. Okt. 1838             | Leon Alvarado Aranda                        | Jefe de Sección                                                                                     | José Francisco Morazán Quezada                | 12. Nov. 1838    |
| 12. Nov. 1839            | Leon Alvarado Aranda                        | | José María Guerrero de Arcos y Molina         | 9. Jan. 1839     |
| 8. Jan. 1839             | Leon Alvarado Aranda                        | | José María Guerrero de Arcos y Molina         | 16. Jan. 1839    |
| 16. Jan. 1839            | Coronado Chávez                             | | José María Guerrero de Arcos y Molina         | 13. Apr. 1839    |
| 13. Apr. 1839            | Coronado Chávez                             | | José María Guerrero de Arcos y Molina         | 15. Apr. 1839    |
| 15. Apr. 1839            | Coronado Chávez                             | | José María Guerrero de Arcos y Molina         | 27. Apr. 1839    |
| 27. Apr. 1839            | Coronado Chávez                             | | José María Guerrero de Arcos y Molina         | 20. Aug. 1839    |
| 24. Aug. 1839            | Coronado Chávez                             | | José María Guerrero de Arcos y Molina         | 24. Aug. 1839    |
| 3. Mai 1843              | Coronado Chávez                             | | Francisco Ferrera                             | 31. Dez. 1844    |
| 12. Jan. 1845            | Coronado Chávez                             | | Coronado Chávez                               |                  |
| 27. Aug. 1839            | Mónico Bueso Soto                           | | José María Guerrero de Arcos y Molina         | 21. Sep. 1839    |
| 21. Sep. 1839            | Mónico Bueso Soto                           | | José María Guerrero de Arcos y Molina         | 23. Dez. 1840    |
| 23. Dez. 1840            | Francisco Alvarado Ordóñez                  | | José Francisco Zelaya y Ayes                  |                  |
| 1. Jan. 1841             | Francisco Alvarado Ordóñez                  | | Francisco Ferrera                             | 18. März 1841    |
| 23. Dez. 1842            | Francisco Alvarado Ordóñez                  | | Francisco Ferrera                             |                  |
| 1. Jan. 1843             | Francisco Alvarado Ordóñez                  | | Francisco Ferrera                             | 6. Feb. 1843     |
| 22. Apr. 1843            | Francisco Alvarado Ordóñez                  | | Francisco Ferrera                             | 13. Mai 1843     |
| 1. Sep. 1843             | Francisco Alvarado Ordóñez                  | | Francisco Ferrera                             | 1. Okt. 1843     |
| 3. Nov. 1846             | Francisco Alvarado Ordóñez                  | | Coronado Chávez                               | 3. Nov. 1846     |
| 2. Sep. 1851             | Francisco Alvarado Ordóñez                  | | Juan Lindo                                    | 28. Jan. 1852    |
| 28. Jan. 1852            | Francisco Alvarado Ordóñez                  | | José de la Trinidad Francisco Cabañas Fiallos | 31. Jan. 1852    |
| 1. Feb. 1852             | Francisco Alvarado Ordóñez                  | | José de la Trinidad Francisco Cabañas Fiallos | 1. März 1852     |
| 1. März 1899             | Francisco Alvarado Ordóñez                  | | Terencio Sierra                               | 6. März 1852     |
| 12. Apr. 1852            | Francisco Alvarado Ordóñez                  | | José de la Trinidad Francisco Cabañas Fiallos | 20. Nov. 1852    |
| 18. Feb. 1869            | Francisco Alvarado Ordóñez                  | | José Maria Medina                             | 10. Jan. 1870    |
| 26. Apr. 1870            | Francisco Alvarado Ordóñez                  | | José Maria Medina                             | 23. Nov. 1870    |
| 1. Juli 1840             | Francisco Inestroza                         | Jefe de Sección                                                                                     | José Francisco Zelaya y Ayes                  |                  |
| 8. März 1843             | Francisco Inestroza                         | | Francisco Ferrera                             | 2. Apr. 1843     |
| 20. Okt. 1848            | Francisco Inestroza                         | | Juan Lindo                                    | 29. Dez. 1848    |
| 18. März 1841            | Juan Morales                                | | Francisco Ferrera                             | 31. Dez. 1842    |
| 1. Jan. 1843             | Juan Morales                                | | Francisco Ferrera                             | 23. Feb. 1843    |
| 23. Feb. 1843            | Juan Morales                                | | Francisco Ferrera                             | 22. Apr. 1843    |
| 29. Mai 1844             | Mariano Aguiluz                             | Jefe de Sección                                                                                     | Francisco Ferrera                             | 27. Juli 1844    |
| 30. Sep. 1844            | Mariano Aguiluz                             | | Francisco Ferrera                             | 26. Nov. 1844    |
| 1. Jan. 1845             | Mariano Aguiluz                             | | Coronado Chávez                               | 12. Jan. 1845    |
| 17. Feb. 1845            | Mariano Aguiluz                             | | Coronado Chávez                               | 17. Feb. 1845    |
| 6. Jan. 1843             | Lupareo Romero                              | Jefe de Sección                                                                                     | Francisco Ferrera                             | 23. Feb. 1843    |
| 17. Feb. 1845            | José María Cisneros                         | | Coronado Chávez                               | 28. Mai 1845     |
| 4. Juni 1866             | José María Cisneros                         | | José Maria Medina                             | 27. Dez. 1866    |
| 31. Okt. 1843            | Francisco Cruz Castro                       | | Francisco Ferrera                             | 27. Nov. 1843    |
| 7. Dez. 1843             | Francisco Cruz Castro                       | | Francisco Ferrera                             |                  |
| 25. Apr. 1844            | Francisco Cruz Castro                       | | Francisco Ferrera                             | 1. Mai 1844      |
| 28. Mai 1845             | Francisco Cruz Castro                       | | Coronado Chávez                               | 16. Feb. 1846    |
| 17. Dez. 1864            | Francisco Cruz Castro                       | | José Maria Medina                             | 12. Juli 1865    |
| 12. Juli 1865            | Francisco Cruz Castro                       | | José Maria Medina                             | 1. Sep. 1865     |
| 3. Okt. 1865             | Francisco Cruz Castro                       | | José Maria Medina                             | 8. März 1866     |
| 24. Okt. 1865            | Francisco Cruz Castro                       | | José Maria Medina                             | 28. Okt. 1865    |
| 16. Feb. 1846            | Francisco Cruz Castro                       | | Coronado Chávez                               | 5. Sep. 1846     |
| 1. Jan. 1847             | Francisco Cruz Castro                       | | Juan Lindo                                    | 12. Feb. 1847    |
| 5. Feb. 1848             | Francisco Cruz Castro                       | | Juan Lindo                                    | 17. Feb. 1848    |
| 11. Juli 1846            | Fruto Fajardo Murillo                       | Jefe de Sección                                                                                     | Coronado Chávez                               | 10. Aug. 1846    |
| 5. Sep. 1846             | Fruto Fajardo Murillo                       | | Coronado Chávez                               | 2. Okt. 1846     |
| 3. Nov. 1846             | Fruto Fajardo Murillo                       | | Coronado Chávez                               | 31. Dez. 1846    |
| 1. Jan. 1847             | Fruto Fajardo Murillo                       | | Juan Lindo                                    | 12. Feb. 1847    |
| 1. Jan. 1847             | Carlos Gutiérrez y Lozano                   | Jefe de Sección (1818–1892)                                                                         | Juan Lindo                                    | 21. Juni 1847    |
| 17. Jan. 1848            | Carlos Gutiérrez y Lozano                   | | Juan Lindo                                    | 1. Feb. 1848     |
| 24. Sep. 1849            | José María Rugama                           | | Juan Lindo                                    | 6. Dez. 1850     |
| 6. Dez. 1850             | José María Rugama                           | | Juan Lindo                                    | 7. Aug. 1851     |
| 1849                     | José María Rojas Vizcaya                    | | Juan Lindo                                    |                  |
| 30. März 1856            | José María Rojas Vizcaya                    | | José Santos Guardiola Bustillo                | 24. Apr. 1856    |
| 1. Dez. 1856             | José María Rojas Vizcaya                    | | José Santos Guardiola Bustillo                | 1. Feb. 1857     |
| 22. März 1858            | José María Rojas Vizcaya                    | | José Santos Guardiola Bustillo                | 26. Apr. 1858    |
| 2. Dez. 1849             | Apounario Flores                            | Jefe de Sección                                                                                     | Juan Lindo                                    | 1. Jan. 1850     |
| 6. Juli 1852             | Apounario Flores                            | | José de la Trinidad Francisco Cabañas Fiallos | 27. Juli 1852    |
| 29. Dez. 1848            | Apounario Flores                            | | Juan Lindo                                    | 21. Aug. 1849    |
| 21. Aug. 1849            | José María Moncada                          | Jefe de Sección                                                                                     | Juan Lindo                                    | 24. Sep. 1849    |
| 7. Aug. 1851             | Joaquín Velázquez                           | | Juan Lindo                                    | 28. Jan. 1852    |
| 20. Nov. 1852            | Jacobo Rosa                                 | | José de la Trinidad Francisco Cabañas Fiallos | 1. Dez. 1852     |
| 1. Dez. 1852             | Presbítero Ramón Mejía                      | | José de la Trinidad Francisco Cabañas Fiallos | 1. Okt. 1853     |
| 27. Feb. 1854            | Presbítero Ramón Mejía                      | | José de la Trinidad Francisco Cabañas Fiallos | 24. Apr. 1854    |
| 24. Apr. 1854            | Presbítero Ramón Mejía                      | | José de la Trinidad Francisco Cabañas Fiallos | 17. Mai 1854     |
| 1. Okt. 1853             | Francisco Aguilar                           | | José de la Trinidad Francisco Cabañas Fiallos | 20. Dez. 1853    |
| 20. Dez. 1853            | Teodoro Aguiluz Calderón de la Barca        | | José de la Trinidad Francisco Cabañas Fiallos | 27. Feb. 1854    |
| 11. Jan. 1862            | Teodoro Aguiluz Calderón de la Barca        | | José Francisco Montes Fonseca                 | 11. Feb. 1862    |
| 10. Juli 1875            | Teodoro Aguiluz Calderón de la Barca        | | Mariano Leiva                                 | 21. Aug. 1875    |
| 20. Okt. 1855            | José Meza                                   | | Francisco de Aguilar                          |                  |
| 17. Feb. 1856            | José Meza                                   | | José Santos Guardiola Bustillo                | 27. Feb. 1856    |
| 18. Feb. 1856            | Licenciado Francisco Medina                 | | José Santos Guardiola Bustillo                | 29. März 1856    |
| 29. März 1856            | Licenciado Francisco Medina                 | | José Santos Guardiola Bustillo                | 30. März 1856    |
| Feb. 1857                | Licenciado Francisco Medina                 | | José Santos Guardiola Bustillo                | 22. März 1858    |
| 24. Apr. 1856            | Licenciado Pedro Alvarado                   | | José Santos Guardiola Bustillo                | 1. Dez. 1856     |
| 26. Apr. 1856            | Licenciado Pedro Alvarado                   | | José Santos Guardiola Bustillo                | 22. Mai 1858     |
| 22. Mai 1858             | Licenciado Pedro Alvarado                   | | José Santos Guardiola Bustillo                | 3. Feb. 1859     |
| 1. März 1859             | Licenciado Pedro Alvarado                   | | José Santos Guardiola Bustillo                | 1. Feb. 1860     |
| 6. Dez. 1858             | Florencio Xatruch Villagra                  | | José Santos Guardiola Bustillo                |                  |
| 3. Feb. 1859             | Florencio Xatruch Villagra                  | | José Santos Guardiola Bustillo                | 1. März 1859     |
| 18. Mai 1860             | Crescencio Gómez Valladares                 | | José Santos Guardiola Bustillo                | 11. Jan. 1862    |
| 1. Sep. 1865             | Crescencio Gómez Valladares                 | | José Maria Medina                             | 2. Okt. 1865     |
| 18. Aug. 1869            | Crescencio Gómez Valladares                 | | José Maria Medina                             | 23. Sep. 1869    |
| 10. Aug. 1885            | Crescencio Gómez Valladares                 | | Luis Bográn                                   | 19. Juni 1890    |
| 6. Mai 1890              | Crescencio Gómez Valladares                 | | Luis Bográn                                   | 19. Juni 1890    |
| 11. Jan. 1862            | Teodoro Aguiluz Calderón de la Barca        | | José Francisco Montes Fonseca                 |                  |
| 11. Feb. 1862            | Manuel Fernández Rodríguez                  | | José Francisco Montes Fonseca                 | 8. März 1862     |
| 4. Feb. 1862             | Carlos Madrid                               | (* 1822 in Santa Rosa de Copán; † 1895 ebenda)                                                      | José Francisco Montes Fonseca                 | 7. Apr. 1862     |
| 7. Apr. 1862             | Carlos Madrid                               | | José Francisco Montes Fonseca                 | 4. Dez. 1862     |
| 3. Jan. 1862             | Carlos Madrid                               | | José Francisco Montes Fonseca                 | 7. Dez. 1862     |
| 11. März 1870            | Carlos Madrid                               | | José Maria Medina                             | 26. Apr. 1870    |
| 10. Mai 1870             | Carlos Madrid                               | | José Maria Medina                             |                  |
| 16. Dez. 1862            | José Antonio Milla                          | General                                                                                             | José Francisco Montes Fonseca                 | 11. Juni 1863    |
| 5. Feb. 1863             | Saturnino Bográn                            | Diputado                                                                                            | José Maria Medina                             | 3. März 1863     |
| 11. Juni 1863            | Mariano Garrigó                             | | José Maria Medina                             | 21. Juni 1863    |
| 21. Juni 1863            | Ignacio Morales                             | | José Maria Medina                             | 10. Aug. 1863    |
| 1. Feb. 1860             | Manuel Colindres                            | | José Santos Guardiola Bustillo                | 9. Juni 1860     |
| 10. Aug. 1863            | Manuel Colindres                            | | José Maria Medina                             | 27. Aug. 1864    |
| 1. März 1872             | Manuel Colindres                            | | Arias Carlos                                  | 26. Juli 1872    |
| 10. Dez. 1863            | José María Bustamante                       | Jefe de Sección                                                                                     | José Maria Medina                             |                  |
| 27. Aug. 1864            | José María Bustamante                       | | José Maria Medina                             | 17. Dez. 1864    |
| 29. Sep. 1865            | Francisco Cruz                              | | José Maria Medina                             |                  |
| 28. Okt. 1865            | Paulino Nieto                               | | José Maria Medina                             |                  |
| 1. Juni 1868             | José María Aguirre                          | | José Maria Medina                             | 11. Sep. 1868    |
| 3. Okt. 1865             | Ponciano Leiva Madrid                       | (* 19. November 1821 in Ceguaca, departamento de Santa Bárbara), General                            | José Maria Medina                             | 17. Dez. 1867    |
| 11. Sep. 1868            | Ponciano Leiva Madrid                       | | José Maria Medina                             | 18. Feb. 1869    |
| 17. Juni 1872            | Ponciano Leiva Madrid                       | | Arias Carlos                                  | 28. Sep. 1872    |
| 17. Dez. 1867            | Trinidad Ferrari Agüero                     | | José Maria Medina                             | 1. Juni 1869     |
| 11. Sep. 1868            | Trinidad Ferrari Agüero                     | | José Maria Medina                             |                  |
| 11. Sep. 1868            | Pedro Francisco de la Rocha Sandoval        | | José Maria Medina                             | 18. Aug. 1869    |
| 15. Jan. 1872            | Valentín Durón                              | | Arias Carlos                                  | 10. März 1872    |
| 17. Feb. 1871            | Carlos Céleo Arias López Carlos Celeo Arias | | José Maria Medina                             |                  |
| 23. Nov. 1871            | José López Parajia                          | | José Maria Medina                             | 15. Jan. 1872    |
| 14. Jan. 1872            | Justo Pastor Calderón                       | Jefe de Sección                                                                                     | Arias Carlos                                  | 18. Jan. 1872    |
| 9. Jan. 1872             | Justo Pastor Calderón                       | | Arias Carlos                                  | 20. März 1872    |
| 12. Mai 1872             | Juan Nepomuceno Venero López                | (1826–1902)                                                                                         | Arias Carlos                                  |                  |
| 28. Sep. 1872            | Juan Nepomuceno Venero López                | | Arias Carlos                                  | 13. Jan. 1874    |
| 16. Juli 1872            | Remigio Díaz                                | | Arias Carlos                                  |                  |
| 12. Nov. 1873            | Jeremías Cisneros                           | | Arias Carlos                                  |                  |
| 1. Dez. 1873             | Mariano Rubí                                | | Arias Carlos                                  |                  |
| 23. Nov. 1875            | Adolfo Zúñiga Midence                       | | Mariano Leiva                                 | 16. Dez. 1875    |
| 16. Dez. 1875            | Marcelino Mejía                             | | Mariano Leiva                                 | 13. Jan. 1876    |
| 13. Jan. 1876            | Marcelino Mejía                             | | Marco Aurelio Soto                            | 3. Feb. 1876     |
| 3. Feb. 1876             | Marcelino Mejía                             | | Marco Aurelio Soto                            | 8. Juni 1876     |
| 7. Jan. 1876             | Marcelino Mejía                             | | Marco Aurelio Soto                            | 12. Aug. 1876    |
| 11. Jan. 1876            | Marcelino Mejía                             | | Marco Aurelio Soto                            | 21. Aug. 1876    |
| 27. Aug. 1876            | Ramón Rosa                                  | | Marco Aurelio Soto                            |                  |
| 4. Juni 1880             | Ramón Rosa                                  | | Marco Aurelio Soto                            | 26. Apr. 1883    |
| 30. Aug. 1876            | Luís Portillo                               | | Marco Aurelio Soto                            | 5. Sep. 1876     |
| 31. März 1878            | César Bonilla Romero                        | (* 1855 in Tegucigalpa; † 1916)                                                                     | Marco Aurelio Soto                            | 25. Dez. 1893    |
| 1. Feb. 1894             | César Bonilla Romero                        | (en propiedad)                                                                                      | Policarpo Bonilla                             | 1. Okt. 1896     |
| 26. Apr. 1883            | Enrique Gutiérrez                           | | Luis Bográn                                   | 11. Sep. 1883    |
| 13. Juni 1876            | Rafael Ciriaco Alvarado Manzano             | (1836–1923)                                                                                         | Marco Aurelio Soto                            | 8. Aug. 1876     |
| 12. Sep. 1883            | Rafael Ciriaco Alvarado Manzano             | | Luis Bográn                                   | 30. Nov. 1883    |
| 24. Dez. 1883            | Rafael Ciriaco Alvarado Manzano             | | Luis Bográn                                   | 18. Feb. 1884    |
| 24. Dez. 1883            | José Jerónimo Zelaya Leiva                  | [ 1 ]                                                                                               | Luis Bográn                                   |                  |
| 18. Feb. 1884            | José Jerónimo Zelaya Leiva                  | | Luis Bográn                                   | 30. Nov. 1889    |
| 1. Dez. 1891             | José Jerónimo Zelaya Leiva                  | | Ponciano Leiva                                | 9. Feb. 1893     |
| 8. Jan. 1893             | José Jerónimo Zelaya Leiva                  | | Domingo Vásquez                               | 11. Feb. 1893    |
| 31. Dez. 1883            | Ramón Reyes                                 | | Luis Bográn                                   |                  |
| 26. März 1892            | Jesús Bendaña                               | | Ponciano Leiva                                | 9. Apr. 1892     |
| 6. März 1903             | Jesús Bendaña                               | | Manuel Bonilla                                |                  |
| 24. Juni 1892            | Carlos F. Alvarado                          | | Ponciano Leiva                                | 1. Dez. 1892     |
| 11. Feb. 1893            | Manuel Gamero Idiáquez                      | | Domingo Vásquez                               | 18. Apr. 1893    |
| 17. Apr. 1893            | Manuel Gamero Idiáquez                      | | Domingo Vásquez                               | 25. Apr. 1893    |
| Dez. 1893                | Manuel Gamero Idiáquez                      | | Domingo Vásquez                               | 22. Feb. 1894    |
| 24. Apr. 1893            | José Antonio López Gutiérrez                | | Domingo Vásquez                               | 1. Dez. 1893     |
| 11. Okt. 1893            | Rómulo Ernesto Durón Gamero                 | | Domingo Vásquez                               |                  |
| 23. Jan. 1923            | Rómulo Ernesto Durón Gamero                 | | Rafael López Gutiérrez                        | 17. Feb. 1923    |
| 17. Feb. 1923            | Rómulo Ernesto Durón Gamero                 | | Rafael López Gutiérrez                        | 6. Apr. 1923     |
| 20. Aug. 1923            | Rómulo Ernesto Durón Gamero                 | | Rafael López Gutiérrez                        | 31. Jan. 1924    |
| 3. Feb. 1924             | Rómulo Ernesto Durón Gamero                 | | Vicente Tosta                                 | 10. März 1924    |
| 23. März 1924            | Rómulo Ernesto Durón Gamero                 | | Vicente Tosta                                 | 30. Apr. 1924    |
| 2. Feb. 1929             | Rómulo Ernesto Durón Gamero                 | | Vicente Mejia Colindres                       | 23. Nov. 1932    |
| 27. Mai 1894             | José Antonio Domínguez                      | | Policarpo Bonilla                             | 1. Okt. 1896     |
| 23. Jan. 1896            | José Antonio Domínguez                      | | Policarpo Bonilla                             | 1. Feb. 1896     |
| 29. Nov. 1898            | Ángel Ugarte Vega                           | | Policarpo Bonilla                             | 4. Feb. 1899     |
| 21. Juni 1894            | Juan Ángel Arias Boquín                     | | Policarpo Bonilla                             | 13. Aug. 1894    |
| 3. Nov. 1902             | Juan Ángel Arias Boquín                     | | Terencio Sierra                               | 30. Jan. 1903    |
| 30. Jan. 1903            | Juan Ángel Arias Boquín                     | | Manuel Bonilla                                | 18. Feb. 1903    |
| 10. Feb. 1899            | Ricardo Pineda Galindo                      | | Terencio Sierra                               | 10. Jan. 1901    |
| 1. Feb. 1903             | Salomon Ordoñez                             | | Manuel Bonilla                                | 11. Juni 1903    |
| 3. Okt. 1905             | Salomon Ordoñez                             | | Manuel Bonilla                                | 22. Mai 1906     |
| 14. Jan. 1903            | Lorenzo Zelaya                              | | Manuel Bonilla                                |                  |
| 13. Feb. 1903            | Máximo B. Rosales                           | General                                                                                             | Manuel Bonilla                                |                  |
| 18. Feb. 1903            | Octavio R. Ugarte                           | | Manuel Bonilla                                | 4. März 1903     |
| 20. Apr. 1903            | Froylán Turcios                             | | Manuel Bonilla                                | 18. Mai 1903     |
| 18. Mai 1903             | Froylán Turcios                             | | Manuel Bonilla                                | 1. Juni 1903     |
| 6. Juni 1903             | Mariano Vásquez Chávez                      | | Manuel Bonilla                                | 10. Aug. 1906    |
| 3. Feb. 1912             | Mariano Vásquez Chávez                      | | Manuel Bonilla                                | 20. März 1913    |
| 20. März 1913            | Mariano Vásquez Chávez                      | | Francisco Bertrand                            | 28. Juli 1915    |
| 28. Juli 1915            | Mariano Vásquez Chávez                      | | Francisco Bertrand                            | 31. Jan. 1916    |
| 1. Feb. 1916             | Mariano Vásquez Chávez                      | | Francisco Bertrand                            | 3. Aug. 1918     |
| 6. Juni 1903             | Augusto Constancio Coello Estévez           | poeta                                                                                               | Manuel Bonilla                                |                  |
| 10. Aug. 1906            | Augusto Constancio Coello Estévez           | | Manuel Bonilla                                | 25. März 1907    |
| 27. Sep. 1928            | Augusto Constancio Coello Estévez           | | Miguel Paz Barahona                           | 1. Feb. 1929     |
| 19. Apr. 1907            | Enrique Constantino Fiallos                 | (* 12. Juli 1861)                                                                                   | Miguel R. Davila                              | 2. Juni 1909     |
| 24. Apr. 1907            | Manuel Ugarte hijo                          | | Miguel R. Davila                              |                  |
| 20. Apr. 2014            | Manuel Ugarte hijo                          | | Juan Orlando Hernández                        | 1. Juni 1907     |
| 31. Dez. 1899            | José Augusto Zeledón                        | | Terencio Sierra                               | 20. Juni 1907    |
| 18. Juli 1907            | Marcos López Ponce                          | | Miguel R. Davila                              | 9. März 1908     |
| 17. Juli 1918            | Marcos López Ponce                          | | Francisco Bertrand                            | 5. Sep. 1919     |
| 9. März 1908             | Manuel Sabino López                         | | Miguel R. Davila                              |                  |
| 28. Juni 1908            | Luis Andres Zuniga Portillo                 | (1875–1964), Erzähler, Dramatiker; Dreiakter: Los conspiradores                                     | Terencio Sierra                               | 3. Okt. 1908     |
| 3. Okt. 1908             | Luis Andres Zuniga Portillo                 | | Miguel R. Davila                              |                  |
| 14. Okt. 1907            | Miguel Oquelí Bustillo                      | General                                                                                             | Miguel R. Davila                              | 21. Feb. 1908    |
| 26. Juni 1909            | José Maria Ochoa Velásquez                  | | Miguel R. Davila                              | 15. Juni 1910    |
| 15. Juli 1910            | Rafael Rivera Retes                         | | Miguel R. Davila                              | 17. Apr. 1911    |
| 15. Apr. 1911            | Fausto Dávila                               | | Francisco Bertrand                            | 12. Okt. 1911    |
| 4. Aug. 1911             | Antonio M. Callejas                         | | Francisco Bertrand                            | 6. Feb. 1912     |
| 19. Apr. 1912            | Francisco Noiasco                           | | Manuel Bonilla                                |                  |
| 19. Dez. 1914            | Fernando de Jesús Urrutia                   | | Francisco Bertrand                            | 15. Feb. 1916    |
| 1. Dez. 1915             | Gonzalo S. Sequeiros                        | | Francisco Bertrand                            |                  |
| 12. Juli 1917            | Miguel Osorio Rodríguez                     | | Francisco Bertrand                            |                  |
| 10. Aug. 1918            | Silverio Lainez Ponce                       | (* 1868 in Morolica, Choluteca)                                                                     | Francisco Bertrand                            | 17. Okt. 1918    |
| 27. Apr. 1905            | Silverio Lainez Ponce                       | | Manuel Bonilla                                | 1. Okt. 1948     |
| 15. Juni 1910            | Jesús Bendaña hijo                          | | Miguel R. Davila                              | 17. Juli 1910    |
| 5. Mai 1919              | Jesús Bendaña hijo                          | | Rafael López Gutiérrez                        | 9. Sep. 1919     |
| 19. Sep. 1919            | Jesús Bendaña hijo                          | | Rafael López Gutiérrez                        | 17. Sep. 1919    |
| 16. Sep. 1919            | Jesús M. Alvarado                           | | Rafael López Gutiérrez                        | 5. Okt. 1919     |
| 6. Okt. 1919             | Jesús M. Alvarado                           | | Rafael López Gutiérrez                        | 31. Jan. 1920    |
| 31. Dez. 1899            | Jesús M. Alvarado                           | | Terencio Sierra                               | 6. Feb. 1920     |
| 4. Okt. 1919             | Antonio Ramón Reina Bustillo                | (* 1851 in Comayagüela; † 1932)                                                                     | Rafael López Gutiérrez                        |                  |
| 18. Feb. 1920            | Antonio Ramón Reina Bustillo                | | Rafael López Gutiérrez                        | 9. Juli 1920     |
| 30. Aug. 1921            | Antonio Ramón Reina Bustillo                | | Rafael López Gutiérrez                        | 16. März 1922    |
| 15. Apr. 1920            | Antonio Ramón Reina Bustillo                | | Rafael López Gutiérrez                        | 25. Apr. 1922    |
| 6. Feb. 1920             | Vicente Mejia Colindres                     | | Rafael López Gutiérrez                        | 9. Juli 1920     |
| 16. März 1922            | Vicente Mejia Colindres                     | | Rafael López Gutiérrez                        | 27. Juni 1922    |
| 9. Juli 1920             | Vicente Mejia Colindres                     | | Rafael López Gutiérrez                        | 16. März 1922    |
| 9. Apr. 1923             | Vicente Mejia Colindres                     | | Rafael López Gutiérrez                        | 31. Jan. 1924    |
| 12. Feb. 1924            | Vicente Mejia Colindres                     | | Vicente Tosta                                 | 10. März 1924    |
| 9. März 1924             | Vicente Mejia Colindres                     | | Vicente Tosta                                 | 23. März 1924    |
| 9. Juli 1920             | Carlos Alberto Uclés Soto                   | Rechtsanwalt                                                                                        | Rafael López Gutiérrez                        | 16. März 1922    |
| 9. Apr. 1923             | Carlos Alberto Uclés Soto                   | | Rafael López Gutiérrez                        | 31. Jan. 1924    |
| 12. März 1924            | Carlos Alberto Uclés Soto                   | | Vicente Tosta                                 | 10. März 1924    |
| 10. März 1924            | Carlos Alberto Uclés Soto                   | | Vicente Tosta                                 | 23. März 1924    |
| 28. Juni 1922            | Francisco Bueso                             | | Rafael López Gutiérrez                        | 17. Feb. 1923    |
| 15. Apr. 1924            | Octaviano Arias                             | | Vicente Tosta                                 |                  |
| 30. Apr. 1924            | Paulino Valladares                          | | Vicente Tosta                                 | 7. Aug. 1924     |
| 1. Mai 1924              | Céleo Davila                                | | Vicente Tosta                                 |                  |
| 8. Juli 1924             | Carlos Laínez Espinoza                      | | Vicente Tosta                                 |                  |
| 10. Sep. 1924            | Salvador Aguirre Meza                       | | Vicente Tosta                                 | 21. Dez. 1925    |
| 1938                     | Salvador Aguirre Meza                       | | Tiburcio Carias Andino                        | 1943             |
| 14. Aug. 1925            | José Daniel Boquín                          | * in Comayagua                                                                                      | Miguel Paz Barahona                           |                  |
| 19. Dez. 1925            | Fausto Dávila                               | | Miguel Paz Barahona                           | 27. Sep. 1928    |
| 2. Feb. 1929             | Jesús Ulloa                                 | | Vicente Mejia Colindres                       |                  |
| 2. Feb. 1929             | Salvador Zelaya                             | | Vicente Mejia Colindres                       | 19. Mai 1931     |
| 1. Feb. 1933             | Carlos Laínez Espinoza                      | | Tiburcio Carias Andino                        |                  |
| 1936                     | Carlos Laínez Espinoza                      | | Tiburcio Carias Andino                        | 20. Apr. 1905    |
| 4. Feb. 1933             | Antonio Bermúdez Meza                       | | Tiburcio Carias Andino                        | 20. Apr. 1905    |
| 4. Sep. 1937             | Julio Lozano Díaz                           | | Tiburcio Carias Andino                        | Nov. 1938        |
| 1938                     | Máximo Araujo                               | | Tiburcio Carias Andino                        |                  |
| 1948                     | Alejandro Alfaro Arriaga                    | | Tiburcio Carias Andino                        |                  |
| Nov. 1921                | Alejandro Alfaro Arriaga                    | | Rafael López Gutiérrez                        | Dez. 1921        |
| 1. Dez. 1957             | Alejandro Alfaro Arriaga                    | | José Ramón Villeda Morales                    |                  |
| Jan. 1949                | José Edgardo Valenzuela                     | * in Comayagua                                                                                      | Juan Manuel Gálvez                            | Jan. 1955        |
| 1. Jan. 1955             | Esteban Mendoza                             | | Julio Lozano Diaz                             | 1. Jan. 1957     |
| 1. Jan. 1957             | Jorge Fidel Durón                           | | José Ramón Villeda Morales                    | 1963             |
| 1963                     | Jorge Fidel Durón                           | | Oswaldo López Arellano                        | 1964             |
| 1960                     | Roberto Perdomo Paredes                     | | José Ramón Villeda Morales                    |                  |
| 2. Jan. 1976             | Roberto Perdomo Paredes                     | | Juan Alberto Melgar Castro                    | 30. Juni 1976    |
| 21. Dez. 1957            | Andrés Alvarado Puerto                      | | José Ramón Villeda Morales                    | 3. Okt. 1963     |
| 5. Juni 1965             | Tiburcio Carías Castillo                    | | Oswaldo López Arellano                        | 1. März 1971     |
| März 1973                | Carlos H. Reyes                             | | Oswaldo López Arellano                        | 5. Juni 1973     |
| März 1971                | Carlos H. Reyes                             | | Ramón Ernesto Cruz                            | 5. Juni 1971     |
| 28. Mai 1972             | Cesar Augusto Batres Galeano                | | Oswaldo López Arellano                        | 1975             |
| 31. Dez. 1975            | Virgilio Roberto Gálvez Madrid (Q.D.D.G)    | | Juan Alberto Melgar Castro                    |                  |
| 11. Juli 1976            | Roberto Palma Galvez                        | | Juan Alberto Melgar Castro                    | 1979             |
| 1979                     | Eliseo Perez Cadalso                        | | Policarpio Juan Paz Garcia                    | Jan. 1980        |
| 11. Jan. 1981            | César Elvir Sierra                          | | Policarpio Juan Paz Garcia                    | 27. Jan. 1982    |
| 27. Jan. 1982            | Edgardo Paz Barnica                         | | Roberto Suazo Córdova                         | 27. Jan. 1986    |
| 27. Jan. 1986            | Carlos López Contreras                      | | José Simon Azcona Hoyo                        | 27. Jan. 1990    |
| 27. Jan. 1990            | Mario Carías Zapata                         | | Rafael Leonardo Calleja Romero                | 27. Jan. 1994    |
| 27. Jan. 1994            | Ernesto Paz Aguilar                         | | Carlos Roberto Reina                          | 30. Apr. 1995    |
| 4. Mai 1995              | José Delmer Urbizo Panting                  | | Carlos Roberto Reina                          | 27. Jan. 1997    |
| 27. Jan. 1997            | Fernando Martínez Jiménez                   | | Carlos Roberto Reina                          |                  |
| 15. Jan. 1999            | Roberto Flores Bermúdez                     | | Carlos Roberto Flores Facussé                 | 27. Jan. 2001    |
| 27. Jan. 2001            | Guillermo Augusto Pérez-Cadalso Arias       | | Carlos Roberto Flores Facussé                 | 22. Juli 2003    |
| 23. Juli 2003            | Aníbal Enrique Quiñónez Abarca              | | Ricardo Maduro                                | 11. Sep. 2003    |
| 12. Sep. 2003            | Leónidas Rosa Bautista                      | | Ricardo Maduro                                |                  |
| 27. Jan. 2006            | Milton Jiménez Puerto                       | | Manuel Zelaya                                 | 3. Jan. 2008     |
| 1. Feb. 2008             | Ángel Edmundo Orellana Mercado              | | Manuel Zelaya                                 | Jan. 2009        |
| Jan. 2009                | Patricia Rodas                              | | Manuel Zelaya                                 | Juni 2009        |
| Juni 2009                | Enrique Ortez Colindres                     | | Roberto Micheletti                            |                  |
| 13. Juli 2009            | Carlos López Contreras                      | | Porfirio Lobo Sosa                            | 27. Jan. 2010    |
| 17. Sep. 2011            | Arturo Corrales                             | [ 3 ]                                                                                               | Porfirio Lobo Sosa                            |                  |
| 27. Jan. 2010            | Mario Canahuati                             | | Porfirio Lobo Sosa                            | 10. Sep. 2013    |
| 5. Nov. 2013             | Mireya Agüero                               | [ 4 ]                                                                                               | Porfirio Lobo Sosa                            |                  |
| 27. Jan. 2014            | Mireya Agüero                               | | Juan Orlando Hernández                        | 14. Apr. 2016    |
| 27. März 2017            | María Dolores Agüero                        | geschäftsführende Außenministerin bereits ab 14. April 2016                                         | Juan Orlando Hernández                        | 23. Juli 2019    |
| 23. Juli 2019            | Lisandro Rosales Banegas                    | | Juan Orlando Hernández                        | 27. Jan. 2022    |
| 27. Jan. 2022            | Eduardo Enrique Reina                       | | Xiomara Castro                                | amtierend        |